# Ben Webb
Ben Webb (13 de octubre de 1976) es un deportista británico que compitió en remo. Ganó dos medallas de plata en el Campeonato Mundial de Remo, en los años 1997 y 1999, ambas en la prueba de ocho con timonel ligero.

## Palmarés internacional
| Campeonato Mundial | Campeonato Mundial      | Campeonato Mundial | Campeonato Mundial      |
| Año                | Lugar                   | Medalla            | Prueba                  |
| ------------------ | ----------------------- | ------------------ | ----------------------- |
| 1997               | Aiguebelette (Francia)  | Medalla de plata   | Ocho con timonel ligero |
| 1999               | St. Catharines (Canadá) | Medalla de plata   | Ocho con timonel ligero |